# ホセ・オルティス (競馬)
ホセ・ルイス・オルティス（José Luis Ortiz、1993年10月2日 - ）はアメリカ合衆国のニューヨークを拠点とする騎手である。実兄は同じく騎手のイラッド・オルティス・ジュニア。

## 来歴
プエルトリコ・トルヒージョ・アルトで生まれる。プエルトリコの騎手養成学校を卒業後、2012年にプエルトリコで騎手デビューするが、年内には兄を追ってアメリカ合衆国へ渡り、ニューヨークを拠点に騎乗を開始する。1年目は98勝であったが、2年目の2013年には早くも224勝を挙げて全米リーディングのトップ10に入り、頭角を現す。同年のホープフルステークスをストロングマンデートで制し、初のGI勝利を収めている。
2013年から3年連続で200以上の勝ち星を積み重ね、2016年には自身初の大台突破となる319勝を挙げて北米での勝利数1位を獲得した。同年にはオスカーパフォーマンスでブリーダーズカップ・ジュヴェナイルターフを制し、初のブリーダーズカップのタイトルを手にした。
2017年はタップリットでベルモントステークスを制し、クラシック競走を初制覇。同年は勝利数こそ前年を下回る270勝であったが、GI13勝を含む重賞30勝と中身は濃く、獲得賞金は2731万8875ドルで北米1位となり、同年のエクリプス賞最優秀騎手を受賞した。
兄のイラッドよりも鐙を長くして、低い位置で騎乗するスタイルである。

## 主な勝ち鞍
※太字は米国クラシック競走およびブリーダーズカップ競走
- 2013年
  - ホープフルステークス（Strong Mandate）
- 2014年
  - ベルデイムステークス（Belle Gallantey）
  - フリゼットステークス（By the Moon）
  - デラウェアハンデキャップ（Belle Gallantey）
- 2015年
  - カーターハンデキャップ（Dads Caps）
- 2016年
  - ブリーダーズカップ・ジュヴェナイルターフ（Oscar Performance）
  - ホープフルステークス（Practical Joke）
  - マザーグースステークス（Off the Tracks）
  - ジョーハーシュ・ターフクラシックステークス（Ectot）
- 2017年
  - ブリーダーズカップ・ジュヴェナイル（Good Magic）
  - ベルモントステークス（Tapwrit）
  - ヒューマナディスタフステークス（Paulassilverlining）
  - ベルデイムステークス（Elate）
  - フリゼットステークス（Separationofpowers）
  - マディソンステークス（Paulassilverlining）
  - マンハッタンハンデキャップ（Ascend）
  - ベルモントダービーインビテーショナルステークス（Oscar Performance）
  - セクレタリアトステークス（Oscar Performance）
  - テストステークス（American Gal）
  - フラワーボウルステークス（War Flag）
  - アラバマステークス（Elate）
  - ヴォスバーグステークス（Takaful）
- 2018年
  - ベルデイムステークス（Wow Cat）
  - テストステークス（Separationofpowers）
  - アラバマステークス（Eskimo Kisses）
  - ハスケル招待ステークス（Good Magic）